# Pomnik Pomarańczowej Alternatywy
Pomnik Pomarańczowej Alternatywy (Papa Krasnal, Krasnal Major) – pomnik z brązu odsłonięty we Wrocławiu w 2001 dla upamiętnienia ruchu Pomarańczowej Alternatywy, działającego w tym mieście w okresie stanu wojennego. Autorem pomnika jest Olaf Brzeski.
Pomnik przedstawia 40-centymetrowego krasnala na 80-centymetrowym półkolistym cokole w kształcie czubka ludzkiego palca. Mieści się na deptaku ulicy Świdnickiej, przy zegarze, obok przejścia podziemnego pod ulicą Kazimierza Wielkiego, w miejscu, od którego zaczynała się większość demonstracji antykomunistycznych, w tym happeningów Pomarańczowej Alternatywy.